# José María Silva Barroso
José María Silva Barroso (Madrid, 18 de marzo de 1972) es un exjugador de baloncesto, que ocupaba la posición de escolta. Actualmente es profesor de la asignatura Educación Física, en el colegio Nuestra Señora del Buen Consejo de Madrid.

## Trayectoria
- Categorías inferiores del Móstoles Patronato
- Categorías inferiores del Real Madrid
- 1990-92  Real Madrid Junior
- 1990-95  ACB. Real Madrid (Alterna el primer equipo con el junior y los vinculados)
- 1992-94  Primera División. CB Guadalajara (Equipo vinculado al Real Madrid. Alterna el primer equipo con el  vinculado)
- 1994-95  EBA. Real Canoe  (Equipo vinculado al Real Madrid. Alterna el primer equipo con el  vinculado)
- 1995-96  ACB. Gijón Baloncesto
- 1996-97  Primera Autonómica. CB Majoral Móstoles
- 1997     Liga de Portugal. Portugal Telecom (Se incorpora en enero)
- 1997-98  LEB. Gijón Baloncesto
- 1998-00  LEB. Melilla Baloncesto
- 2000-02  LEB. CB Murcia
- Hoy      Profesor de Educación Física en el colegio Nuestra Señora Buen Consejo de Madrid, siendo Coordinador de Baloncesto. Seleccionador España U15. Responsable Academia Iniciación FEB.

## Selección Española
- Selección de España Cadete.
- Selección de España Junior.
- Selección de España sub-22.

## Palmarés
- 1991-92 Copa de Europa (ex-Recopa). Real Madrid. Campeón.
- 1992-93 Primera División. CB Guadalajara. Subcampeón y ascenso a la liga ACB
- 1994-95 Liga Europea. Real Madrid Teka. Campeón.
- 1998-99 Copa Príncipe LEB. Campeón.